# Retainer

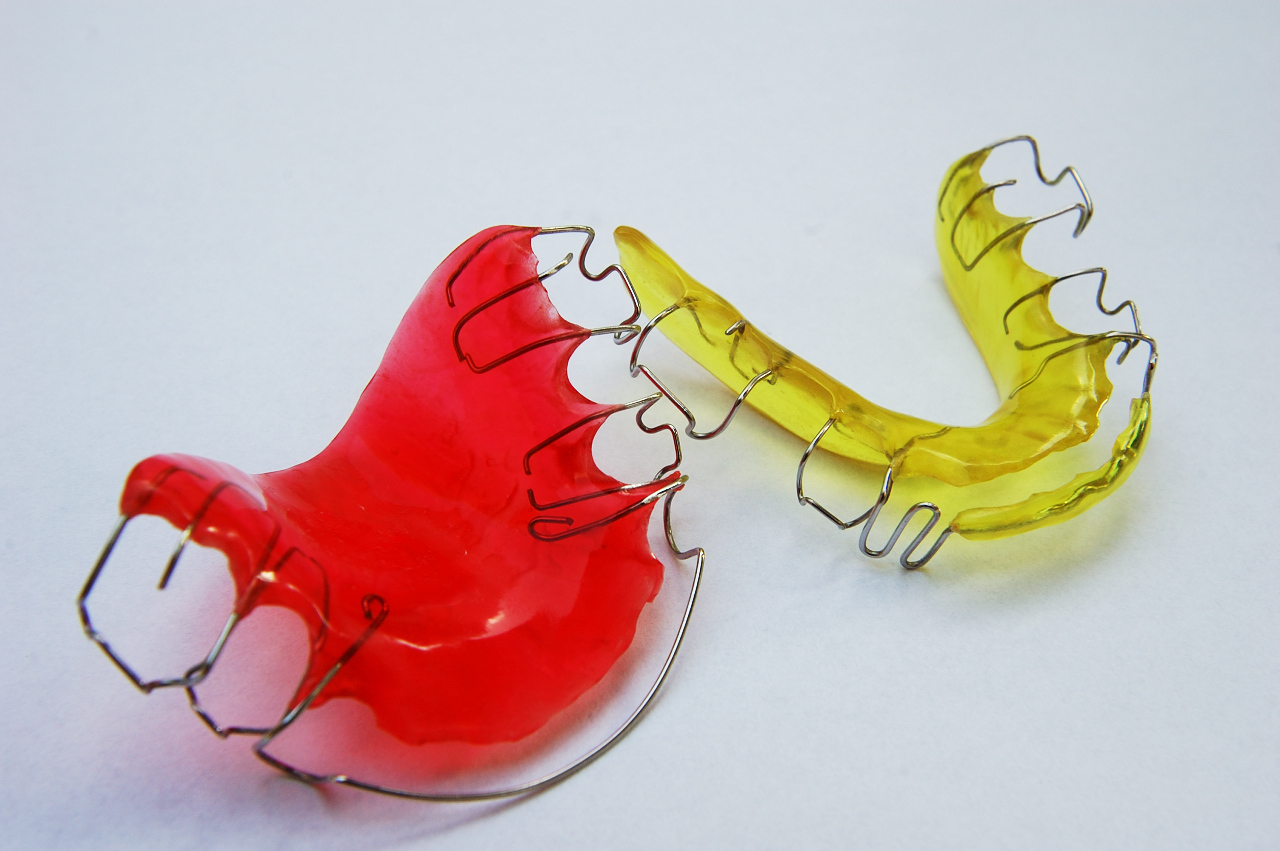
Hawley-Retainer nach kieferorthopädischer Behandlung

Ein Retainer (englisch to retain zurückhalten, festhalten; fixieren) ist ein Zahn-Stabilisator, der im Rahmen einer kieferorthopädischen Behandlung eingesetzt wird. Durch den Retainer können sich Kieferknochen und die neu positionierten Zahnwurzeln besser an die neue Position durch Nachwachsen des Kieferknochens gewöhnen. Die Gefahr eines Rezidivs, bzw. der Entwicklung eines tertiären Engstandes, kann durch einen Retainer minimiert werden.

## Definition/Anwendung
Es wird zwischen zwei Arten von Retainern unterschieden:
- Der herausnehmbare Retainer wird größtenteils nach kleineren bis mittelschweren kieferorthopädischen Behandlungen durch eine feste Zahnspange mit dem Ziel eingesetzt, die Zähne in der neuen Zielposition zu stabilisieren. Werden im Ober- und Unterkiefer herausnehmbare Retainer eingesetzt, so ist es in der Regel nicht möglich, dass die Zähne aufeinandertreffen, was unter Umständen gewollt ist. Es wird empfohlen, auch den herausnehmbaren Retainer während des gesamten Tages über die gesamte Behandlungsdauer anzuwenden. Er sieht optisch einer herausnehmbaren Zahnspange sehr ähnlich.

Des Weiteren wird auch die aus einer Kunststofffolie tiefgezogene Retentionsschiene eingesetzt.
- Der festsitzende Retainer (auch Kleberetainer) wird bei mittelschweren bis schweren kieferorthopädischen Behandlungen direkt im Zuge der Entfernung einer festsitzenden Zahnspange eingesetzt.[1] Angewendet wird er u. U. auch nach Abschluss einer Therapie mit herausnehmbaren Apparaturen wie z. B. bei Alignern (Schienen-Therapie). Um die neu positionierten Zähne zu stabilisieren, wird er auf der Zahninnenseite im Frontbereich mittels Bekleben befestigt.

Die zu stabilisierenden Zähne werden dabei oft mit einem händisch gebogenen Drahtband verbunden.
Häufig eingesetzt werden Stahldrähte, die federhart und getwistet sind, welche ein hohes Rückstellvermögen haben, allerdings potenziell in der Passung und der Bioverträglichkeit u. U. geringfügige Defizite aufweisen können.
Eine weitere festsitzende Retentionsmöglichkeit bieten auch die halbrunden Stahldraht Retainer mit zwei bis sechs Metall-Klebepads, welche an den Zähnen angepasst und geklebt werden.
Praktiziert werden auch festsitzende Retainer, die im Gussverfahren hergestellt werden können.
Im Zuge des CAD-Verfahrens werden unterschiedliche Arten von digital konstruierten Retainern hergestellt. Man setzt NiTi oder Titan (3D Swiss Retainer) ein. Hierfür wird der digitale Retainer mit Hilfe einer CAD-Industrie Software sehr präzise, individuell und beim 3D Swiss Retainer auch 3-dimensional modelliert und anschließend auf Basis des Datensatzes in Titan Grad 5 gefräst.

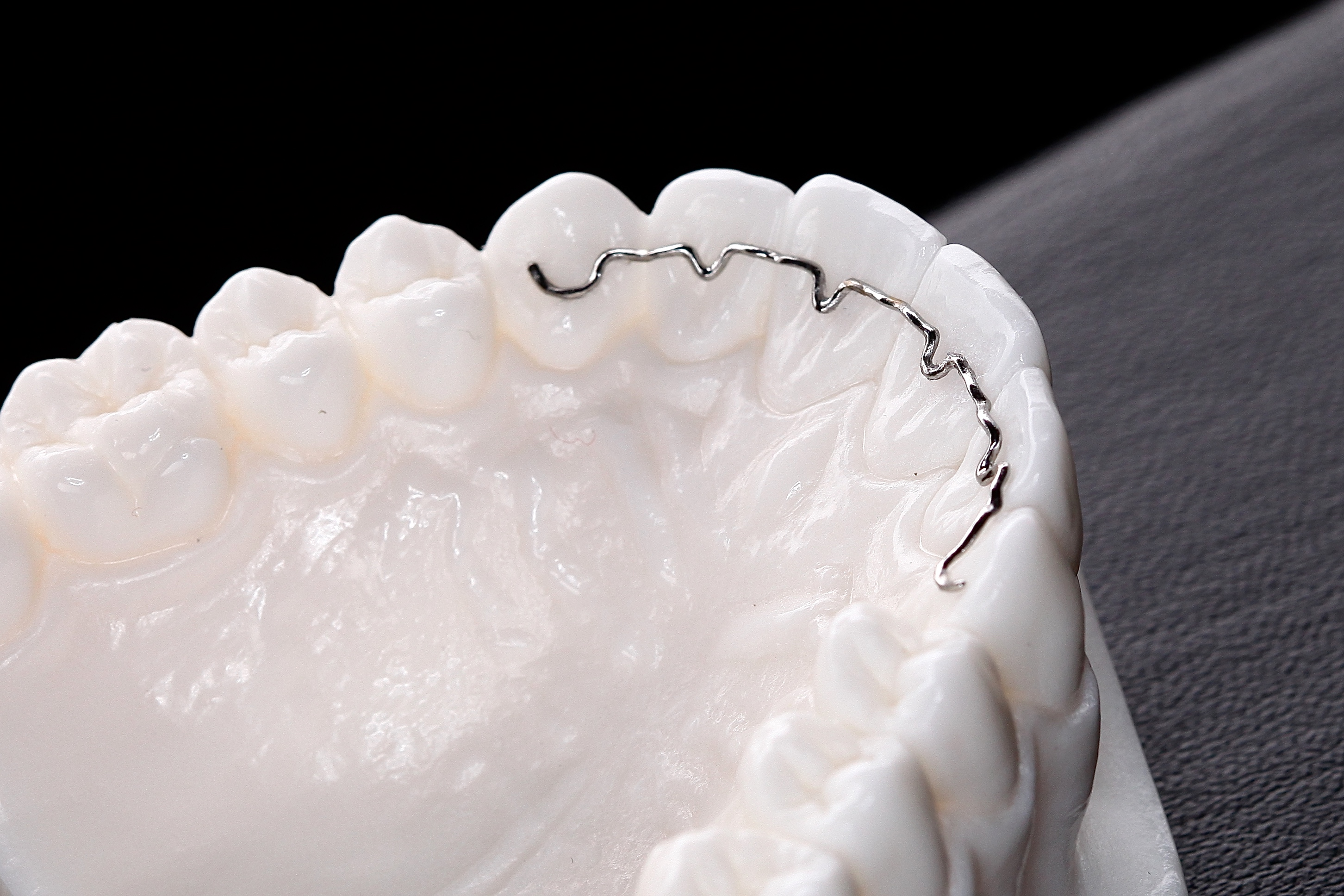

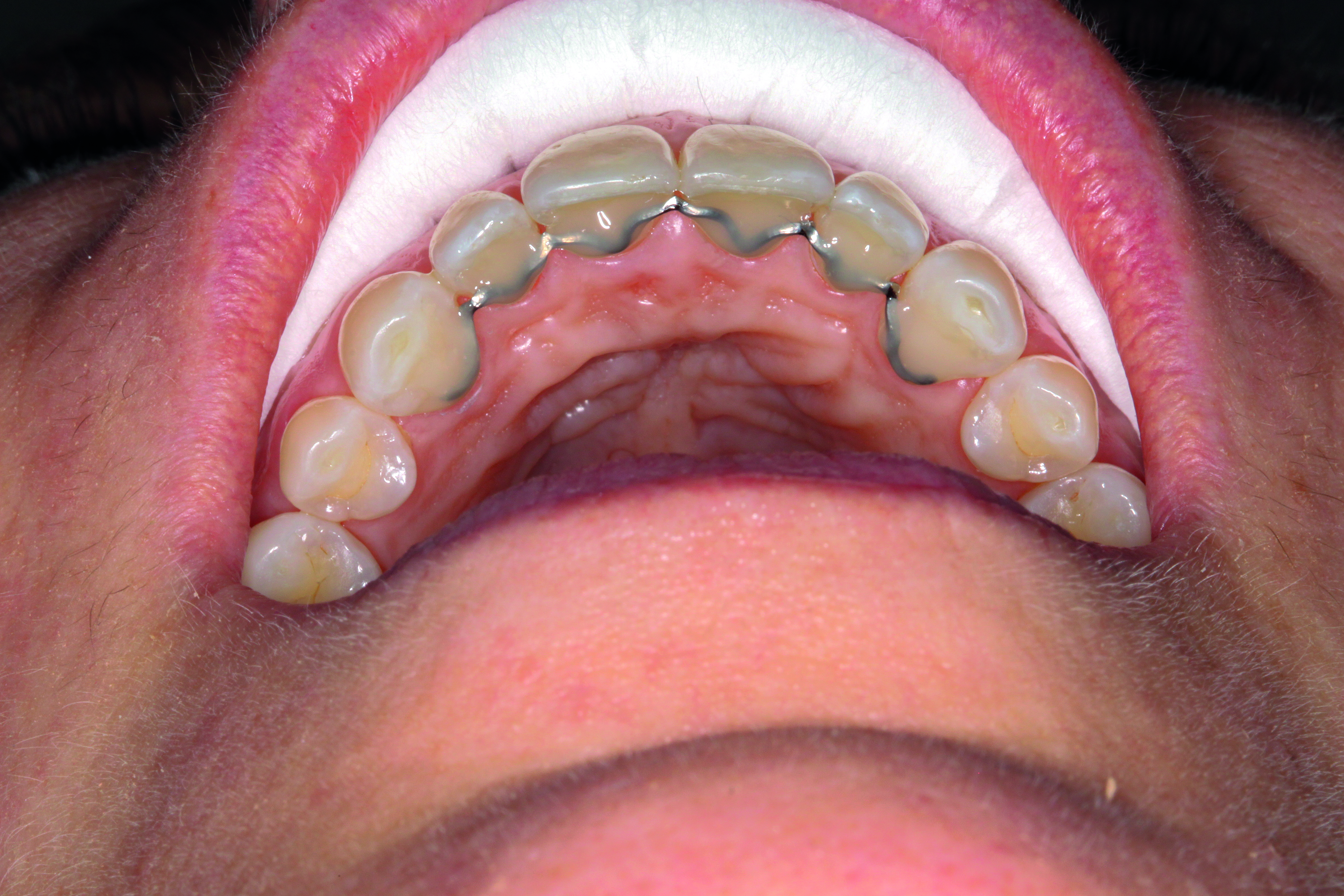

Die digital designten Retainer können mit Hilfe der sog. Silikonschlüsselübertragung an den Zähnen geklebt werden.

## Behandlungsablauf festsitzende Retainer
Der Retainer wird auf Basis eines Zahnabdruckes (Ober- und/oder Unterkiefer) oder Intraoralscans angefertigt.
Ablauf:
1. Erstellung eines Abdruckes oder Intraoralscans
2. Einsetzen des Retainers
3. Entfernung der festen Zahnspange

Die Reihenfolge des Behandlungsablaufs ist wichtig, da die durch die feste Zahnspange noch beweglichen Zähne „federn“ (sich sehr kurzfristig von der neuen Position wieder weg bewegen können).
Um diese Möglichkeit auszuschließen, wird die feste Zahnspange erst nach Einsetzen des Retainers entfernt. Dieses Vorgehen zeigt somit auch mögliche Nachteile eines herausnehmbaren Retainers auf.

## Behandlungsdauer
Nach einer kieferorthopädischen Behandlung haben die Zähne den Drang, wieder in die alte Position zurückzuwandern. Dieser Drang nimmt mit der Zeit ab, bleibt aber theoretisch ein Leben lang bestehen. Herausnehmbare Retainer werden deswegen zu Beginn der Retentionszeit in der Regel rund um die Uhr oder zu einem Großteil des Tages getragen. Mit der Behandlungsdauer nimmt die tägliche Tragezeit aber ab. Als Faustregel gilt, dass mit dem herausnehmbaren Retainer mindestens so lang behandelt wird, wie die aktive kieferorthopädische Behandlung gedauert hat. Es ist aber empfehlenswert, ihn noch danach in größeren Abständen (z. B. mehrmals wöchentlich) über Nacht zu tragen und zu kontrollieren, ob er noch passgenau sitzt oder sich die Zähne wieder verschoben haben.
Herkömmlich hergestellte festsitzende Retainer aus Draht bleiben auf unbestimmte Zeit hinter den Zähnen festgeklebt. In der Praxis verlieren sie allerdings nach einigen Jahren oft den Halt und werden dann entfernt. Es empfiehlt sich, diese erneut dauerhaft anzubringen. Es wurde eine neue Generation von Retainern entwickelt, die bedingt durch ihre dreidimensionale Konstruktion passgenau an den Zahnflächen anliegt. Die Herstellung des Retainers aus Titan aus einem Stück bringt eine materialbedingte Grundelastizität. Beides sorgt für eine lange Haltbarkeit. Diese aber konnte noch nicht mit Langzeitstudien belegt werden.

## Kostenübernahme
In Deutschland wird ein fester Retainer im Oberkiefer derzeit nicht von den gesetzlichen Krankenkassen übernommen. Im Unterkiefer wird hierfür nur die ärztliche Tätigkeit als Honorar erstattet, wenn er vor Behandlungsbeginn beantragt wurde und wenn ein Engstand im Unterkiefer von mindestens Grad 3 (KIG E3) vorliegt. Der Retainer bietet jedoch im Gegensatz zu einer herausnehmbaren Zahnspange den Vorteil eines effizienteren Behandlungserfolges, da der Retainer dauerhaft über den Nachsorgezeitraum hinaus an den Zähnen befestigt ist.